# Luisa Capelli
Luisa Capelli (Roma, 22 gennaio 1961) è un'editrice italiana.

## Biografia
Fondatrice (nel 1994), direttrice editoriale e amministratrice unica della Meltemi Editore, per la casa editrice ha svolto le funzioni di editor, curatrice, traduttrice e redattrice. Dal 2005 insegna all'Università degli studi di Roma "Tor Vergata" "Economia e gestione delle imprese editoriali", dopo aver svolto per anni attività di docenza in seminari e master universitari sulle tematiche relative alla sua professione.
Laureata in lettere e filosofia con indirizzo demo-etno-antropologico, ha approfondito gli studi di antropologia frequentando l'École des Hautes Études en Sciences Sociales a Marsiglia.
Dal 1992 al 1997 si è occupata di formazione degli adulti, prima presso la sede dell'Euroform, poi come responsabile nazionale dell'Ufficio Formazione Inca-Cgil.

## Impegno politico
Dal 1978 al 1983 ha avuto incarichi di direzione politica presso la Federazione dei Castelli Romani del Partito Comunista Italiano e si è impegnata, insieme alle donne del Pci e del movimento femminista, nella campagna referendaria contro l'abrogazione della legge 194 sull'aborto.
Nel 2009 è stata candidata come indipendente per l'elezione del Parlamento europeo nelle liste dell'Italia dei valori.

## Seminari, interventi, traduzioni
Ha tradotto l'intervento della filosofa femminista Luce Irigaray al XVIII Congresso Nazionale del Pci, il volume Lévi-Strauss, di Catherine Clément e, insieme ad Antonio Perri, il volume Perché viviamo, di Marc Augé.
Nel corso degli anni, tante sono state le interviste rilasciate alla stampa, a emittenti radiofoniche, televisive e siti web, sull'attività editoriale della Meltemi, sul suo lavoro editoriale, nonché su prospettive e sviluppi dell'editoria italiana e internazionale.